# Британская Кения
Британская Кения, формально Колония и Протекторат Кения (англ. Colony and Protectorate of Kenya) — британское колониальное владение, существовавшее в Восточной Африке в 1920—1963 годах.

## История
На завершившейся в 1885 году Берлинской конференции было достигнуто соглашение о том, что британская сфера влияния в Восточной Африке будет простираться от реки Джубба до Германской Восточной Африки. Формально эта территория принадлежала султанату Занзибар, и Великобритания в 1888 году получила прибрежную полосу в аренду от султана, а для её развития была создана Имперская Британская Восточно-Африканская Компания. Однако в 1894 году компания обанкротилась, и британское правительство объявило территорию протекторатом. Сюда начали приезжать переселенцы как из Европы, так и из Индии, и после Первой мировой войны началось движение за образование колонии, где поселенцы могли бы влиять на администрацию. В 1920 году Кения стала коронной колонией; с формальной точки зрения колонией была только внутриматериковая часть территории, а прибрежная полоса являлась протекторатом, но фактически вся территория управлялась единой администрацией со штаб-квартирой в Найроби.
В межвоенный период начался рост самосознания африканцев. Адвокат Гарри Туку создал в 1921 году Восточноафриканскую ассоциацию, которая начала отстаивать права африканцев. В 1922 году Туку был арестован и выслан в Сомали, но в 1931 году был освобождён и возглавил Центральную ассоциацию народа кикуйю.
В годы Второй мировой войны Кения стала одной из британских баз в ходе Восточноафриканской кампании. Война принесла в колонию деньги, а 98 000 человек пошли в армию. Результатом стал дальнейший рост самосознания африканцев. В 1942 году был образован «Кенийский африканский учебный союз», в 1947 году преобразованный в партию Союз африканцев Кении, борющуюся за независимость Кении. В 1952 году партия была запрещена, но в стране началось восстание мау-мау. Конституция 1958 года увеличило представительство африканцев в Законодательной ассамблее, но африканские политические лидеры требовали проведения в жизнь принципа «один человек — один голос». В 1962 году была принята новая Конституция, и 12 декабря 1963 года колония была преобразована в королевство Содружества.
[[]]